# Andreas Bjunér
Andreas Bjunér, född 29 april 1978 i Upplands Väsby, är en svensk filmregissör.
Han debuterade 2012 med kortfilmen En man på resa innan han långfilmsdebuterade med Vi är bäst ändå 2014. Filmen var nominerad och Official Selection i OffsideFest i Barcelona 2015, 11mm-festival i Berlin 2015 samt Cinefoot-festival i Rio de Janeiro, São Paulo och Belo Horizonte 2015. Den har även visats vid festivaler i Grekland, Danmark och Schweiz.
2019 kom han med kortfilmen 79' om Kennedy Bakircioglus sista mål i Hammarbys fotbollslag. Den 15 april 2022 gick hans andra långfilm, Mormor, kriget och kärleken, upp på bioduken.
2025 släpptes Bjunérs tredje långfilm Gröna Linjen. 